# Teca Hudi Laran
Teca Hudi Laran ist eine osttimoresische Aldeia. Sie liegt im Norden des Sucos Lahane Ocidental (Verwaltungsamt Vera Cruz, Gemeinde Dili). In Teca Hudi Laran leben 801 Menschen (2015).

## Lage und Einrichtungen
Teca Hudi Laran grenzt im Westen an die Aldeias Paiol und Care Laran, im Süden auch an Care Laran und im Osten mit der Rua de Lahane an die Aldeia Boa Vista. Im Norden befinden sich die Sucos Lahane Oriental und Mascarenhas.
In Teca Hudi Laran befindet sich der staatliche Dienst für Wasser und sanitäre Grundversorgung, Lahane (Serviço de Agua e Saneamento SAS) und im Norden der Markt Halilaran.